# 源明
 源 明 （みなもと の あきら）は、平安時代初期の公卿。嵯峨天皇の皇子（嵯峨第五源氏）。官位は正四位下・参議。横川宰相入道と号す。出家後の法名は素然。

## 経歴
淳和朝末の天長9年（832年）に无位から従四位上に直叙され、大学頭に任ぜられる。
仁明朝でも大学頭を務める一方で、承和5年（838年）加賀守、承和6年（839年）近江守、承和9年（842年）播磨守と地方官を兼ね、同年左京大夫に遷る。この間の承和7年（840年）淳和天皇崩御の際に山作司を務めている。承和13年（846年）正四位下・刑部卿に叙任されたのち、承和14年（847年）越中守、嘉祥元年（848年）阿波守を兼ね、嘉祥2年（849年）参議に任ぜられ公卿に列した。
嘉祥3年（850年）3月に兄・仁明天皇が崩御すると、同年12月に出家して法名素然を名乗る。出家後は横川に住んだことから、横川宰相入道と呼ばれた。仁寿2年12月20日（853年2月）に横川で卒去。享年40。

## 人物
明朗である一方、理解が早く賢かった。父・嵯峨天皇は皇子達に才学があることを望んだが、明に優れた才能があることを知って、勅により対策に挑ませたという。初め勅に従い勉学に励み、諸子百家をほぼ閲覧し終える程であった。しかし、嵯峨上皇が崩御した後に、愛慕して恨み、誰のためにこんな事をしているのか、と言って学業を止めてしまった。のちに、仏道に帰依して俗世間を遠く離れ、遂に出家して山中で没した。人々はその節操を気高いとして、心に感じ慕ったという。

## 官歴
『六国史』による。
- 天長9年（832年） 正月7日：従四位上（直叙）。大学頭
- 承和5年（838年） 正月13日：兼加賀守
- 承和6年（839年） 正月11日：兼近江守
- 承和9年（842年） 正月13日：兼播磨守[3]。7月：服解（嵯峨上皇服喪）。8月：復任。8月11日：左京大夫。9月8日：兼播磨守。
- 承和13年（846年） 正月7日：正四位下。正月13日：刑部卿
- 承和14年（847年） 正月12日：兼越中守
- 承和15年（848年） 正月13日：兼阿波守
- 嘉祥2年（849年） 2月27日：参議
- 嘉祥3年（850年） 12月：出家
- 仁寿2年（852年） 12月20日：卒去

## 系譜
注記のないものは『尊卑分脈』による。
- 父：嵯峨天皇
- 母：飯高宅刀自 - 飯高岳足女[4]
- 妻：橘時子[3] - 橘氏公の娘
  - 長男：源舒（828年 - 881年）
- 生母不明の子女
  - 次男：源建
  - 男子：源頴（? - 879年）
  - 男子：源遠